# Euchrysops nandensis
Euchrysops nandensis är en fjärilsart som beskrevs av Sheffield Airey Neave 1904. Euchrysops nandensis ingår i släktet Euchrysops och familjen juvelvingar. Inga underarter finns listade i Catalogue of Life.